# Antaxius sorrezensis
Antaxius sorrezensis är en insektsart som först beskrevs av Marquet 1877.  Antaxius sorrezensis ingår i släktet Antaxius och familjen vårtbitare. Inga underarter finns listade i Catalogue of Life.
Arten förekommer främst i ett större område vid floden Rhône i södra Frankrike. Under 2010-talet registrerades insekten längre västerut fram till Atlanten. Kanske orsakades spridningen oavsiktlig av människor. Denna vårtbitare lever i låglandet och i bergstrakter upp till 1250 meter över havet. Individerna hittas främst i buskskogar, till exempel i våtmarker där busken Genista cinerea dominerar. Antaxius sorrezensis besöker även skogskanter med ormbunkar, tallskogar, buskskogar med buxbom (Buxus sempervirens) som förhärskande växt och gräsmarker.
Liksom andra släktmedlemmar saknar arten flygförmåga. Arten är nattaktiv.
Slänterna där denna vårtbitare lever är ofta svåråtkomliga för människor. I sällsynta fall etableras vandringsvägar eller vindkraftverk där. Minskande boskapsskötsels i regionen kan medföra att populationens storlek ökar. IUCN listar Antaxius sorrezensis som livskraftig (LC).